# Dobutamina
Dobutamina (łac. dobutaminum) – organiczny związek chemiczny, lek z grupy syntetycznych katecholamin zwiększający rzut serca. Jest stosowany głównie w warunkach intensywnej terapii w celu leczenia wstrząsu kardiogennego, oraz w diagnostyce jako echokardiograficzna próba dobutaminowa.

## Mechanizm działania
Dobutamina jest pochodną dopaminy, jedną z syntetycznych amin katecholowych. Działa na mięsień sercowy poprzez receptory β1 poprawiając jego kurczliwość (działanie inotropowe dodatnie). Zwiększa rzut serca i indeks sercowy. W niewielkim stopniu przyspiesza akcję serca (działanie chronotropowe dodatnie) oraz zmniejsza obciążenie następcze i wstępne. Nie powoduje wyrzutu endogennej noradrenaliny tak jak dopamina.
Zwiększa pojemność minutową serca, przepływ wieńcowy i płucny. Zwiększa zapotrzebowanie mięśnia sercowego na tlen. W małym stopniu podnosi ciśnienie skurczowe i rozkurczowe.
Nie rozszerza naczyń krezkowych i nerkowych (wzrost diurezy obserwowany przy stosowaniu dobutaminy jest spowodowany zwiększonym rzutem serca i następowym wzrostem perfuzji nerkowej).
Dobutamina jest rozkładana przez katecholo-O-metylotransferazę (COMT) i wydalana z organizmu pod postacią metabolitów.

## Wskazania
Dobutaminę stosuje się głównie w stanach wymagających zwiększenia siły skurczu mięśnia sercowego, przy zachowanym ciśnieniu tętniczym (ciśnienie skurczowe powyżej 80–90 mm Hg).
- ostra niewydolność serca
- zespół małego rzutu
- niedociśnienie tętnicze
- przewlekła niewydolność serca zastoinowa – oporna na leczenia, krótkotrwałe stosowanie
- jako lek drugiego rzutu (po glikozydach naparstnicy) w migotaniu przedsionków z szybką akcją komór i zespołem małego rzutu
- diagnostycznie w próbie dobutaminowej przed planowanym zabiegiem kardiochirurgicznym, w celu diagnostyki wad serca i choroby niedokrwiennej

## Przeciwwskazania
- nadwrażliwość na lek
- schorzenia przebiegające ze zwężeniem drogi odpływu z lewej komory serca (zastawkowe zwężenie aorty, kardiomiopatia przerostowa)

Ostrożnie:
- migotanie przedsionków – może poprzez przyspieszenie przewodzenia przedsionkowo-komorowego zwiększać częstość akcji komór
- ostra faza zawału serca
- wstrząs septyczny i kardiogenny z ciśnieniem tętniczym poniżej 80 mm Hg

Nie należy stosować leku równocześnie z furosemidem (powoduje on dezaktywację dobutaminy), salbutamolem, cymetydyną, furazolidonem i inhibitorami MAO. Leki beta-adrenolityczne ograniczają skuteczność dobutaminy w związku z czym konieczne jest stosowanie większych dawek.

## Działanie niepożądane
- objawy wynikające z pobudzenia układu współczulnego
  - spadek ciśnienia tętniczego
  - tachykardia
  - zaburzenia rytmu serca
- reakcje uczuleniowe
  - osutka
  - eozynofilia
  - skurcz oskrzeli

Objawy przedawkowania
- tachykardia
- niedokrwienie mięśnia sercowego
- migotanie komór
- duszność
- ból w klatce piersiowej
- nudności, wymioty
- drżenia
- bóle głowy
- hipokaliemia
- hipertermia
- wybroczyny

## Dawkowanie
Dobutaminę stosuje się dożylnie w postaci ciągłego wlewu kroplowego (za pomocą pompy infuzyjnej). Dawka początkowa wynosi 2,5–10 μg/kg m.c./min. Można ją zwiększać do maksymalnego poziomu 40 μg/kg m.c./min. Lek stosuje się maksymalnie 2-3 doby. Po tym okresie rozwija się tolerancja (spadek wrażliwości receptorów β).
Preparat do infuzji przygotowuje się rozpuszczając 250 mg dobutaminy w 50 ml 0,9% roztworu NaCl.
| Przepływ pompy ml/h | Masa ciała kg | Masa ciała kg | Masa ciała kg | Masa ciała kg | Masa ciała kg | Masa ciała kg | Masa ciała kg | Masa ciała kg |
| ------------------- | ------------- | ------------- | ------------- | ------------- | ------------- | ------------- | ------------- | ------------- |
| Przepływ pompy ml/h | 60            | 65            | 70            | 75            | 80            | 85            | 90            | 95            |
| 1                   | 1,4           | 1,3           | 1,2           | 1,1           | 1,0           | 1,0           | 0,9           | 0,9           |
| 2                   | 2,8           | 2,6           | 2,4           | 2,2           | 2,1           | 2,0           | 1,8           | 1,7           |
| 3                   | 4,2           | 3,8           | 3,6           | 3,3           | 3,1           | 2,9           | 2,8           | 2,6           |
| 4                   | 5,6           | 5,1           | 4,8           | 4,4           | 4,1           | 3,9           | 3,7           | 3,5           |
| 5                   | 6,9           | 6,4           | 5,9           | 5,5           | 5,2           | 4,9           | 4,6           | 4,4           |
| 6                   | 8,3           | 7,7           | 7,1           | 6,7           | 6,2           | 5,9           | 5,5           | 5,3           |
| 7                   | 9,7           | 9,0           | 8,3           | 7,8           | 7,3           | 6,9           | 6,4           | 6,2           |
| 8                   | 11,1          | 10,2          | 9,5           | 8,9           | 8,3           | 7,8           | 7,4           | 7,0           |
| 9                   | 12,5          | 11,5          | 10,7          | 10,0          | 9,4           | 8,8           | 8,3           | 7,9           |
| 10                  | 13,9          | 12,8          | 11,9          | 11,1          | 10,4          | 9,8           | 9,2           | 8,8           |
| 11                  | 15,2          | 14,1          | 13,1          | 12,2          | 11,4          | 10,8          | 10,2          | 9,7           |
| 12                  | 16,7          | 15,4          | 14,3          | 13,3          | 12,5          | 11,8          | 11,0          | 10,6          |
| 13                  | 18,1          | 16,6          | 15,5          | 14,4          | 13,3          | 12,7          | 12,0          | 11,4          |
| 14                  | 19,5          | 17,9          | 16,7          | 15,5          | 14,6          | 13,7          | 12,9          | 12,3          |
| 15                  | 20,8          | 19,2          | 17,8          | 16,6          | 15,6          | 14,7          | 13,8          | 13,2          |
| 16                  | 22,2          | 20,5          | 19,0          | 17,8          | 16,6          | 15,7          | 14,7          | 14,2          |
| 17                  | 23,6          | 21,8          | 20,2          | 18,9          | 17,7          | 16,7          | 15,6          | 15,0          |
| 18                  | 25,0          | 23,0          | 21,4          | 20,0          | 18,7          | 17,6          | 16,5          | 15,8          |

Dobutaminę odstawia się stopniowo, np. 2 μg/kg m.c./min. na dobę, w celu uniknięcia wtórnej hipoperfuzji i cech zastoju.

## Preparaty
- Dobuject
- Dobutamine
- Dubutamin-Hexal
- Dobutrex